# Jüdischer Friedhof (Treis an der Lumda)

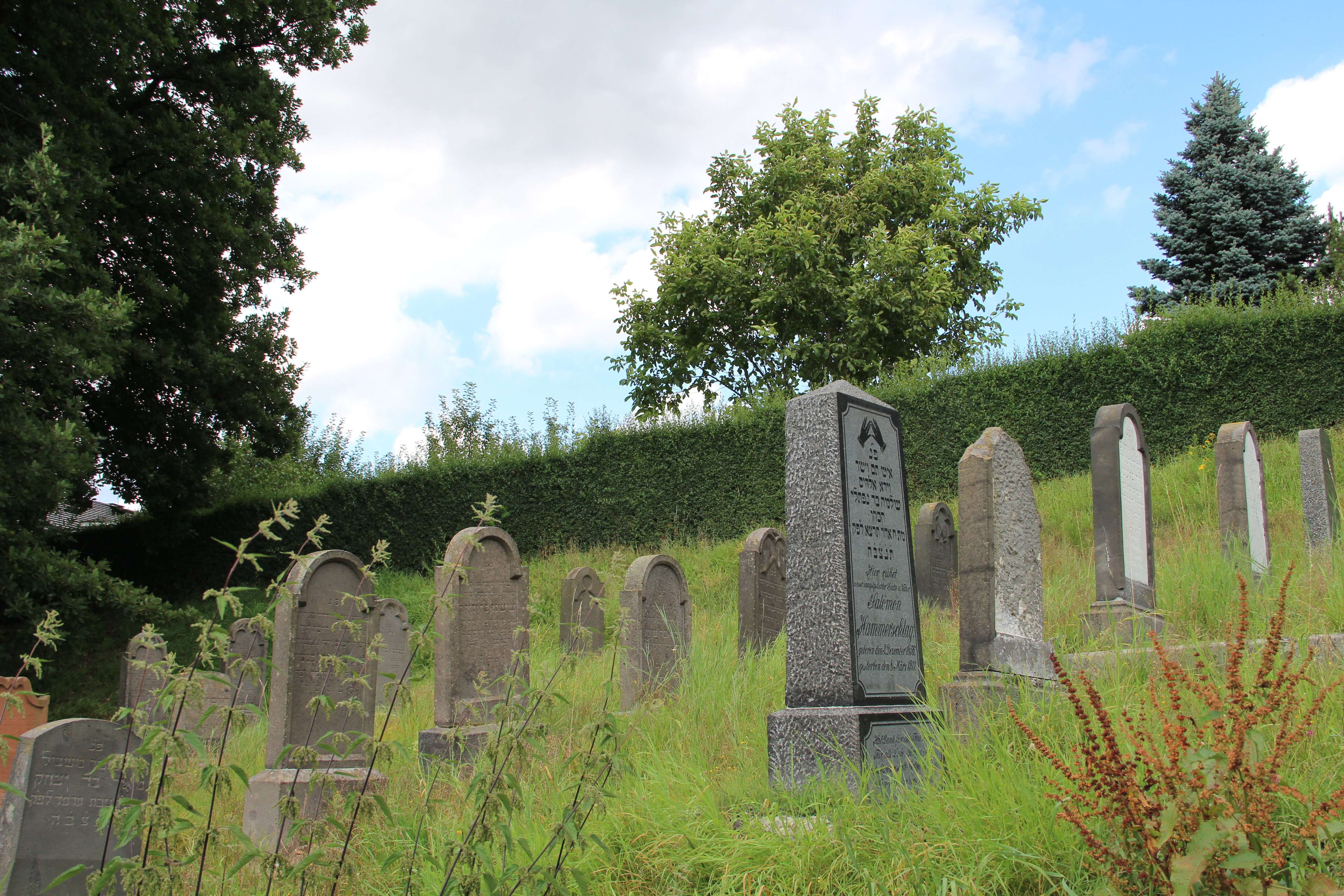
Jüdischer Friedhof in Treis an der Lumda

Der Jüdische Friedhof in Treis an der Lumda, einem Stadtteil von Staufenberg im mittelhessischen Landkreis Gießen, wurde im 18. Jahrhundert angelegt. Der Jüdische Friedhof Auf dem Weinberg ist ein geschütztes Kulturdenkmal.
„Der nordwestlich des alten Ortskerns am Rande des Weinbergs gelegene Jüdische Friedhof umfasst ein lang gestrecktes, 1680 m² großes Hangareal mit 83 Grabsteinen des 19. und 20. Jahrhunderts.“